# MAZE (映画)
『MAZE』（まぜ）は、高知県香美郡夜須町（現香南市）を舞台にした漁村の無骨だが温かい人情や家族の絆と和解、少年のトラウマの克服と成長などを描いた日本映画。題名は、漁師が漁をしている際に南側から吹き込む気象の変化を告げる風にちなんでいる。 高知県内では、2005年11月より先行上映され、関東地方では、2006年4月24日、ヤクルトホールで抽選による無料試写会、4月29日から5月12日にかけて銀座シネパトス（東京都中央区銀座）でロードショーが行われた。
文部科学省推薦、青少年映画審議会推薦、青少年国民育成会議推薦、高知県教育委員会推奨を受けている。

## ストーリー
堂本裕太（大沼健太郎）は、小旅行の帰りに海沿いのカーブでトラックとの衝突事故で自家用車ごと海に水没、両親を失ってしまう。彼は骨肉腫の手術のため泳ぎは厳禁ということもあり、事故のトラウマと彼だけが半死半生ながら何とか助かって、母親・田村好子（井上晴美）を救えなかったことで心を病んでいた。裕太は母親の実家で高知の海辺の漁村に住む母方の祖父田村弦次郎（蟹江敬三）に引き取られることになる。裕太は、高知についた初日から対向車のトラックと海についての恐怖を味わわされた。
弦次郎は、自分が紹介した漁師の若者木村誠治（北村一輝）が現在こそ改心しているが、当時はたいへんな酒飲みであったため、娘の好子があいそを尽かして東京出身の若者と恋仲になり子ども（裕太）をつくってしまったことが気に入らず、娘を勘当していたためにその忘れ形見の裕太は招かれざる客のようなもので、裕太の陰鬱な表情はますます弦次郎をいらつかせた。
裕太は、母親の葬式がおわり、祖父とくらすことになるが彼はなかなか漁村の人に心を開かない。祖父の弦次郎は、そんな裕太に非常にいらいらしていた。そんな弦次郎と裕太を心配するスナックのママ早苗（仁科亜季子）は、弦次郎が裕太のために茶碗を買ったりする買い物につきあったりとなにかと世話を焼く。弦次郎は、毎朝自分と裕太の分の朝食をつくるが、裕太は、海や魚があまり好きではなく、「いらない。」と口走り、弦次郎のいらだちはつのるばかりだった。しかし、弦次郎は、裕太の大事にしていたザトウクジラの模型を壊してしまう。それは裕太の両親の形見でもあった。それを知った裕太は、祖父に「大嫌いだ。」とまで言ってしまう。弦次郎は、こっそりザトウクジラをつぎはぎして大きな鯨の模型を買ってきて裕太の部屋におくのだった。それを見た裕太は弦次郎と漁村の人々に心を開いていく。
一方、裕太を受け入れる予定の小学校でも事故のトラウマをかかえる裕太はいわゆる特殊学級行きかと考えられたが、若い情熱ある女教師の佐藤満里（星野真里）は、裕太を受け入れますと主張し、通常のクラスで学べることになった。弦次郎は、満里に礼をいうが、裕太の陰鬱な表情と東京から来たよそ者ということで、さっそく近所のガキ大将の連からいじめの対象になる。ガキ大将は、自分も父親がいないこと、そして裕太のとなりになった川崎亜弥（尾崎千瑛）にひそかに恋心をいだいていたこともあり、何事につけても亜弥が裕太をかばうのが気に入らない。体育の授業の時も隅にいた裕太をひやかし、サッカーボールを投げつけるが、元々サッカー少年でもあった裕太は投げつけられたボールをトラップし、巧みな足さばきをしてみせるのだった。
ある日、海沿いで写生会があり、ガキ大将は裕太を、海に突き飛ばしてしまう。骨肉腫の治療のため、水泳厳禁だった裕太は元気だった頃のようには泳げなくなっていたので、泳げないことを冷やかされる。満里が海に飛び込み助けようとするが、結局木村がふたりを海から助けだすことになる。
これを知った祖父の弦次郎は、この土地では泳げないと生きていけない、と裕太を漁船のせて、沖へこぎだすと海に投げ込むのだった。事故のために海が嫌いになっていることを半ば知りながらも、また病気のために泳げなくなっているという裕太の言葉もきかずに「泳げ、泳げ、海はやさしいんじゃ。」と叫んだ。それは、半ば自分のまちを捨てて東京へ行った娘への叫びでもあった。
裕太は必死になって船まで泳いでいく。弦次郎は、そんな裕太を抱き上げるのだった。それは裕太が自らの海へのトラウマを克服した瞬間だった。裕太は「ありがとうお祖父ちゃん！！」と弦次郎にいうのだった。
ある日、ガキ大将の連は、亜弥と下校中の裕太をひやかし、男同士で遊ばないのか、海が怖いのか、こわくないのだったら沖釣りに行こうと、ガキ大将の知っている岩の小島の釣り場へ行くことになる。いやな予感がした亜弥は、満里に知らせる。釣りの最中に南風が吹き天候が変わって裕太とガキ大将連は釣り場の岩の小島に取り残される。風雨が激しくなるとともに夜になって周囲は真っ暗になり、ガキ大将の連はおびえて泣き叫ぶばかり。そんな時にも裕太は彼らを励ましきっと助けがくると希望を捨てない。木村と弦次郎は裕太たちを探すために海へこぎ出し、ライトを照らした先に両手を挙げる裕太を発見する。弦次郎は、裕太を責めるが裕太の勇気を見直したガキ大将は自分がさそったから悪かったのだと弦次郎につげ裕太を親友と受け止めるようになる。これをきっかけに裕太は満里のクラスにかけがえのない存在となった。
すべてうまくいったかのように思われたが裕太は咳込むようになり、診察の結果から骨肉腫の再発が判明、病状はたちまちのうちに悪化した。裕太のクラスメートたちは、段ボールにパズルのように裕太の好きな鯨を描き人文字のようにならんで満里の号令一下病室の窓から裕太に見せるのだった。鯨がひっくりかえると「堂本裕太君はやく元気になって」の文字。裕太は励まされるものの、病状の悪化はとまらない。もう助かる見込みが少ないという状況で弦次郎は娘の好子の位牌の前に「どうすればいいんじゃ」と男泣きに肩を落とす。娘の好子と弦次郎が和解した瞬間でもあった。弦次郎は主治医に許可を取り死ぬ前に、どうしても裕太の大好きな鯨を見せてあげたい、と木村にあらかじめ沖へ鯨を探させ、発見したポイントに裕太を連れていく。裕太は喜んだが体力は限界に近づいていた。裕太は「おじいちゃんのように漁師になりたい。」とつぶやき、喜ぶ弦次郎。鯨の目撃ポイント付近で必死に弦次郎は鯨をさがすがなかなか見つからない。「おじいちゃんもういいよ。」とつぶやく裕太。やっと鯨を発見した弦次郎は「裕太、鯨ぞ、鯨ぞ」と叫ぶが、裕太はこと切れていた。
死期を悟った裕太は、祖父や亜弥、担任の満里、ガキ大将の連などクラスメート、兄のような木村をはじめとして漁村のみんなに遺言を遺していた。それをかみしめながら弦次郎は、「ユウタ」と名づけられた雑種犬と海辺を散歩している。それは、生前の裕太がひろってきて亜弥と世話をしていた名無しの雑種の子犬の成長した姿で、裕太の形見でもあった。

## キャスト
- 蟹江敬三：田村弦次郎
- 大沼健太郎：堂本裕太
- 北村一輝：木村誠治
- 星野真里：佐藤満里
- 仁科亜季子：桑原早苗
- 井上晴美：堂本好子
- 小島聡：吉井武
- 尾崎千瑛
- 森山周一郎
- 夏木陽介
- 小倉一郎
- 亀山助清

## スタッフ
- 監督：岡田主（おかだ しゅう）
- 監督補：荻原達
- エグゼクティブ・プロデューサー：高橋利雄
- プロデューサー：松生秀二、小澤正彦
- アシスタントプロデューサー：桑波田達彦、安藤信、中村勇司
- ポストプロダクションプロデューサー及び編集：金子尚樹
- 脚本：岡田主、折原悠、谷口聡
- 撮影：鈴木史郎
- 照明：長谷川明夫
- 美術：佐藤信夫
- 録音：沼田和夫
- 音楽：遠藤浩二
- 音響効果：福島幸雄（Cinema Sound Works）
- 製作：「MAZE」製作実行委員会
- 制作：株式会社映像新社
- 配給：アルゴ・ピクチャーズ株式会社
- 配給協力：ナインエンタテインメント株式会社
- 主題歌：「a Song for you」 aki（ソニーミュージックレコーズ）
- 音楽プロデューサー：今野義雄
- 音楽ディレクター：近藤ひさし